# Berfay
Berfay är en kommun i departementet Sarthe i regionen Pays de la Loire i nordvästra Frankrike. Kommunen ligger i kantonen Vibraye som tillhör arrondissementet Mamers. År 2022 hade Berfay 334 invånare.

## Befolkningsutveckling
Antalet invånare i kommunen Berfay
| Referens: INSEE |